# Prefix telefonic 608 (Statele Unite ale Americii)

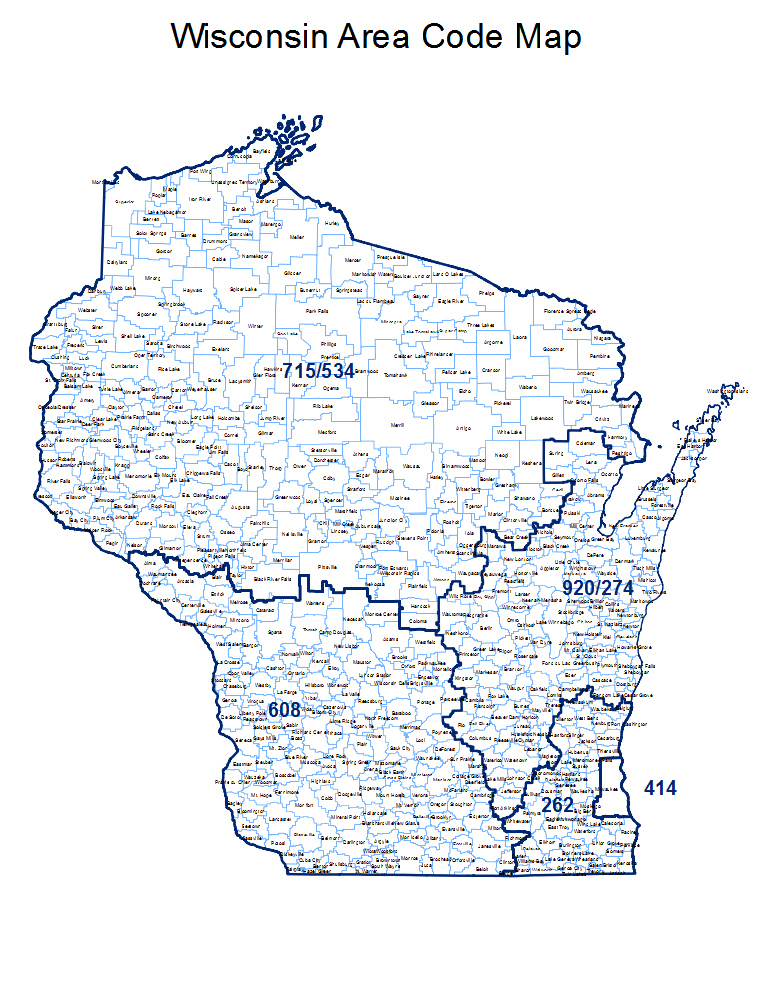
Harta statului indicând prefixele telefonice folosite în stat.

Prefixul telefonic 608 nord-american face parte din cele folosite în Canada și Statele Unite ale Americii fiind unul din cele șapte prefixe telefonice (alături de 262, 274, 414, 534, 715 și 920) folosite în statul Wisconsin.
Prefixul telefonic 608, (conform originalului, area code 608) acoperă în mod curent cea mai mare parte a sudului statului Wisconsin, incluzând capitala statului, orașul Madison, precum și orașele Waunakee, Mount Horeb, Verona, Sun Prairie, Monroe, Platteville, Lancaster, Portage, Baraboo, Wisconsin Dells, Beloit, Janesville, La Crosse, Prairie du Chien, Sauk Prairie, Viroqua, Sparta și Platteville.
Prefixul a fost creat în anul 1955, prin scindarea prefixului 414, fiind cel de-al treilea prefix telefonic creat în statul Wisconsin.
Comitatele deservite de acest prefix telefonic sunt:
Adams, Buffalo, Columbia, Crawford, Dane, Grant, Green, Iowa, Jackson, Juneau, La Crosse, Lafayette, Marquette, Monroe, Richland, Rock, Sauk, Trempealeau și Vernon.

## Alte legături
- Listă a codurilor poștale din SUA - ZIP codes
- Listă a prefixelor telefonice nord-americane
- North American Numbering Plan
- North American Numbering Plan Administration
- Map
- Area code history.  AreaCode-Info.com.
- 1947 Area Code Assignment Map. GIF image at AreaCode-Info.com.